# Frenchman's Creek (1944)
Frenchman's Creek is een Amerikaanse piratenfilm uit 1944 van Mitchell Leisen. Het verhaal is gebaseerd op het gelijknamige boek van Daphne du Maurier en uitgebracht door Paramount Pictures. De hoofdrollen zijn voor Joan Fontaine, Arturo de Córdova, Basil Rathbone, Cecil Kellaway, en Nigel Bruce. De filmmuziek is van Victor Young die de Clair de luna van Claude Debussy in een nieuwe versie stak voor de liefdesscène.
De film volgt de verhaallijn van het boek en speelt zich af tijdens de regeringsperiode van Karel II van Engeland in de 17e eeuw. Een jonge vrouw uit de hogere kringen vindt aan de kust van Cornwall een aangespoelde Franse piraat. De twee worden hopeloos verliefd, maar kan hun liefde doorgang vinden?
In 1998 werd het verhaal opnieuw verfilmd met in een van de hoofdrollen de Nederlandse acteur Yorrick van Wageningen.

## Rolverdeling
| Acteur            | Personage          |
| ----------------- | ------------------ |
| Joan Fontaine     | Dona St. Columb    |
| Arturo de Córdova | Jean Benoit Aubrey |
| Basil Rathbone    | Lord Rockingham    |
| Nigel Bruce       | Lord Godolphin     |
| Cecil Kellaway    | William            |
| Ralph Forbes      | Harry St. Columb   |
| Harald Ramond     | Edmond             |
| Billy Daniels     | Pierre Blanc       |
| Moyna Macgill     | Lady Godolphin     |
| Patricia Barker   | Henrietta          |
| David James       | James              |